# 1971年全仏オープン
1971年 全仏オープン（1971ねんぜんふつオープン、Internationaux de France de Roland-Garros 1971）は、フランス・パリにある「スタッド・ローラン・ギャロス」にて、1971年5月24日から6月6日にかけて開催された。

## 大会の流れ
- 男子シングルスは「128名」の選手による7回戦制で行われ、シード選手は16名であった。女子シングルスは「64名」の選手による6回戦制で行われ、シード選手は8名。男女とも「1回戦不戦勝」（抽選表では“Bye”と表示）はない。

## シード選手

### 男子シングルス
1. ヤン・コデシュ　（優勝、大会2連覇）
2. アーサー・アッシュ　（ベスト8）
3. イリ・ナスターゼ　（準優勝）
4. クリフ・リッチー　（4回戦）
5. ゼリコ・フラヌロビッチ　（ベスト4）
6. スタン・スミス　（ベスト8）
7. マーティー・リーセン　（4回戦）
8. アレックス・メトレベリ　（2回戦）
9. ボブ・ルッツ　（4回戦）
10. ロジャー・テーラー　（1回戦、途中棄権）
11. マニュエル・オランテス　（1回戦、不戦敗）
12. ピエール・バルト　（4回戦）
13. イオン・ティリアック　（1回戦）
14. ニコラ・ピリッチ　（1回戦、不戦敗）
15. ジョルジュ・ゴバン　（4回戦）
16. ハイメ・フィヨル　（1回戦）

### 女子シングルス
1. マーガレット・スミス・コート　（3回戦）
2. バージニア・ウェード　（1回戦、途中棄権）
3. イボンヌ・グーラゴング　（初優勝）
4. ナンシー・グンター　（ベスト4）
5. ヘルガ・マストホフ　（1回戦）
6. フランソワーズ・デュール　（ベスト8）
7. ジュリー・ヘルドマン　（3回戦）
8. オルガ・モロゾワ　（2回戦）

## 大会経過

### 男子シングルス
準々決勝
- ヤン・コデシュ vs.  パトリック・プロワジー　6-4, 8-6, 1-6, 6-1
- ゼリコ・フラヌロビッチ vs.  イシュトヴァン・グヤーシュ　6-3, 6-2, 4-6, 6-2
- イリ・ナスターゼ vs.  スタン・スミス　6-1, 6-3, 3-6, 6-4
- フランク・フローリング3世 vs.  アーサー・アッシュ　6-4, 4-6, 6-3, 3-6, 8-6

準決勝
- ヤン・コデシュ vs.  ゼリコ・フラヌロビッチ　6-4, 6-2, 7-5
- イリ・ナスターゼ vs.  フランク・フローリング3世　6-0, 2-6, 6-4, 6-3

### 女子シングルス
準々決勝
- ヘレン・グーレイ vs.  ゲイル・シェリフ　6-4, 3-6, 6-3
- ナンシー・グンター vs.  レスリー・ターナー・ボウリー　6-2, 6-4
- イボンヌ・グーラゴング vs.  フランソワーズ・デュール　6-3, 6-0
- マリケ・シャー vs.  リンダ・トゥエロ　6-2, 6-3

準決勝
- ヘレン・グーレイ vs.  ナンシー・グンター　6-2, 6-3
- イボンヌ・グーラゴング vs.  マリケ・シャー　6-4, 6-1

## 決勝戦の結果
- 男子シングルス： ヤン・コデシュ vs.  イリ・ナスターゼ　8-6, 6-2, 2-6, 7-5
- 女子シングルス： イボンヌ・グーラゴング vs.  ヘレン・グーレイ　6-3, 7-5
- 男子ダブルス： アーサー・アッシュ＆ マーティー・リーセン vs.  スタン・スミス＆ トム・ゴーマン　6-8, 4-6, 6-3, 6-4, 11-9
- 女子ダブルス： フランソワーズ・デュール＆ ゲイル・シェリフ vs.  ヘレン・グーレイ＆ ケリー・ハリス　6-4, 6-1
- 混合ダブルス： ジャン＝クロード・バークレー＆ フランソワーズ・デュール vs.  トーマス・レユス＆ ウィニー・ショー　6-2, 6-4